# Zaak-Polleunis
De zaak-Polleunis is een Belgische omkoopaffaire uit 1977 waarbij drie Limburgse voetbalclubs betrokken waren: Sint-Truidense VV, Patro Eisden en SK Tongeren. De voetballer Odilon Polleunis was de spilfiguur in deze affaire, die het einde betekende van zijn spelerscarrière.

## Voorgeschiedenis
De Limburgse spits Odilon Polleunis werd bij Sint-Truiden opgeleid. In de jaren 60 groeide hij uit tot een clubicoon. Hij veroverde als eerste en enige speler in de geschiedenis van de club de Gouden Schoen. De makkelijk scorende aanvaller kwam in die periode ook meer dan 20 keer uit voor de Rode Duivels.
Na meer dan 10 seizoenen nam hij afscheid van de Kanaries. Polleunis verkaste naar RWDM en pakte in 1975 zijn eerste landstitel. In de zomer van 1976 verhuisde hij terug naar Limburg en sloot zich aan bij tweedeklasser Tongeren. Sint-Truiden en Patro Eisden speelden op dat ogenblik ook in tweede klasse.

## Omkoopschandaal
Sint-Truiden streed in het seizoen 1976/77 samen met Patro Eisden en Boom FC om het kampioenschap. Op een gegeven moment begon Sint-Truiden twee clubs te verdenken van corruptie. De Kanaries beweerden dat Patro Eisden heimelijk samenwerkte met Tongeren, dat ergens in de middenmoot bengelde. De 33-jarige Polleunis werd door de Koninklijke Belgische Voetbalbond (KBVB) aan de tand gevoeld. Hoewel er geen harde bewijzen waren dat Polleunis bij een omkoping betrokken was, werd hij toch voor onbepaalde duur geschorst. De KBVB vond dat de ex-Gouden Schoen niet voldoende had meegewerkt aan het onderzoek.

## Nasleep
De spits zette door de affaire een punt achter zijn spelerscarrière. Het was opvallend dat de voetbalbond zo streng ingreep, aangezien Polleunis' schuld in deze zaak nooit bewezen werd. Het was bovendien opmerkelijk dat juist Sint-Truiden, de club waar hij zolang gevoetbald had, hem een schorsing had bezorgd. Toch was er geen sprake van rancune. Polleunis keerde begin jaren 90 als trainer terug naar de Kanaries.
Zo'n 20 jaar later, in 1996, werd Polleunis opnieuw verdacht van omkoping. In 1995 had hij als trainer van derdeklasser KFC Herentals Pedro Gomez, toenmalig doelman van Union Saint-Gilloise, benaderd. De gewezen Gouden Schoen bood Gomez geld aan als hij de wedstrijd tegen Herentals zou verliezen. Gomez nam het telefoongesprek op en stapte met de opname naar de KBVB. Polleunis werd voor twee jaar geschorst.